# Gradeci püspöki kastély
A gradeci kastély egy nagy múlttal rendelkező, mai formájában 19. századi püspöki kastély Horvátországban, a Zágráb megyei Gradec településen.

## Fekvése
A kastély a település központjában a plébániatemplom mellett áll.

## Története
Gradec püspöki várkastélyát a növekvő török veszély hatására a 15. század első felében építették fel, ekkor és erről kapta a település is a mai nevét. A vizesárokkal körülvett várkastélyt a nép ugyanis „Grad”-nak, azaz magyarul várnak nevezte, a vár körüli település pedig a zágrábi Gradechez hasonlóan a „Gradec” nevet kapta. Itt települtek le a vár katonasága és szolgálónépei, akiknek a ház mellett kert és háztáji föld is járt. A környéket az első nagyobb török támadás 1552-ben érte, amikor a török a püspöki uradalomhoz tartozó falvakat elpusztította. 1554-ben pestisjárvány pusztított. 1557 és 1588 között a horvát szábor többször is falainak megerősítését rendelte el. 1555-ben a várban 50 lovas és 39 gyalogos katona szolgált. 1565-ben a török a várat is megtámadta, de annak 80 fős őrsége visszaverte a támadókat. 1577-ben 130 zsoldoskatonát említenek állandó őrségeként. 1644-ben Draskovich János horvát bán serege kényszerítette meghátrálásra Gradec alól a török sereget. 1679-ben Stjepan Nedelko zágárábi kanonok a gradeci püspöki birtokról írt jelentésében leírja, hogy "a falu mellett a püspök kastélya áll, mely a Gradec és Dubrava környéki nagy birtokainak központja. A kastélyt védőfalak és vizesárok övezi. A falakon belül több ház is áll, melyek közül a legnagyobb a várkapitány háza." Az 1755-ös parasztfelkelésben a várkastélyt is elfoglalták és felgyújtották. Ezután a helyén fából új kastélyt építettek. A 18. században a várkastély még mindig katonai célokat szolgált, de már elveszítette korábbi jelentőségét, ezért a püspökség lebontását határozta el.
1821 és 1822 között Verhovácz Miksa (Maksimilijan Vrhovec) püspök építtette fel a ma is álló új, nagyméretű kastélyt, Gradec ugyanis a püspök kedvelt tartózkodási helye volt. A kastély környezetét már Vrhovec utódja Alagovich Sándor (Aleksander Alagović) püspök alakíttatta ki. 1828-ban ő bontatta le a régi várfalakat és temettette be a vizesárkokat, melyek helyén új kerítést és utat építtetett. Nyaranta sokat tartózkodott itt Haulik György (Juraj Haulik) püspök is, aki gyakran fogadott rangos vendégeket a kastélyban. 1926-ban a kastély állami tulajdon lett, majd a második világháború után községi tulajdonba került. 1963 és 2009 között alapiskola működött benne.